# Torre de Mal Paso
La Torre de Mal Paso al terme municipal de Castellnou, a la comarca de l'Alt Palància, és una torre de vigilància i defensa, que se situa un monticle cap al nord-est de la població. En el seu cim es troben a més les restes dels primers pobladors atribuïts cap a l'edat dels Metalls
Està catalogada com Bé d'Interès Cultural, amb anotació ministerial número RI-51-0010749, i data d'anotació 24 d'abril de 2002, segons consta a la Direcció General de Patrimoni Artístic de la Generalitat Valenciana.

## Història
Les primeres restes que mostren l'existència d'assentaments poblacionals al terme de Castellnou estan curiosament molt a prop de la Torre, ja que en els seus voltants es troben uns jaciments arqueològics d'èpoques diverses, des de neolítics (enterraments en coves), i ibers (inhumacions en estrats) que apareixen clarament romanitzats i que potser estiguessin ubicats allà fins a finals de l'Imperi d'Occident. Del poblat ibèric subsisteixen murs d'una habitació i restes d'una torre quadrada. A més en les excavacions s'han trobat restes de ceràmica ibera, a més d'un pic de ferro, agulla de fíbula i pondus, allisador, anell de pedra, percutor i morter.
La zona va ser conquistada per les tropes cristianes del rei  Jaume I l'any 1233, alhora que ho eren també totes les terres dependents de la fortalesa de Sogorb, sense grans problemes bèl·lics.

## Descripció
Es tractava d'una torre d'enllaç amb el Castell de Sogorb, i presenta les característiques típiques d'una torre de guaita a la qual s'han afegit elements defensius. De la mateixa opinió és Forcada Martí.
Presenta planta rodona i està construïda en maçoneria.